# Érénumab
L’érénumab, commercialisé sous le nom d'Aimovig par le groupe Novartis, est un anticorps monoclonal humain qui se fixe au récepteur du peptide relié au gène de la calcitonine (CGRP). Le récepteur du CGRP se trouve dans des sites impliqués dans la physiopathologie de la migraine, tels que le ganglion trigéminal.

## Indication
L'érénumab est indiqué dans la prophylaxie de la migraine chez l’adulte ayant au moins 4 jours de migraine par mois.